# Incomplete
«Incomplete» (en español: «Incompleto») es una canción interpretada por la boy band estadounidense Backstreet Boys, incluida en su quinto álbum de estudio titulado Never Gone (2005). La power ballad fue lanzada el 11 de abril de 2005 como el primer sencillo de la banda desde que habían decidido reunirse tras un paréntesis de tres años. Fue escrita por Dan Muckala, Lindy Robbins, y Jess Cates, y fue producida por Muckala. La canción se convirtió en uno de los sencillos más exitosos, llegando al número trece en Billboard Hot 100, y enlistándose en el top 10 en trece países. Debutó en el número uno en Australia, convirtiéndose en su primer éxito número uno en el país. La canción ha vendido 250,000 unidades en todo el mundo, lo que ganó una certificación de oro. En los Estados Unidos, fue su último sencillo exitoso de la década de 2000, la canción todavía aparece en estaciones de radio adult contemporary en los Estados Unidos y Canadá.

## Discos sencillos
Inglaterra Parte 1
1. «Incomplete»
2. «My Beautiful Woman»
3. «Movin' On»
4. «Incomplete» (Music Video)

Inglaterra Parte 2
1. «Incomplete»
2. «Incomplete» [Instrumental]

Japón
1. «Incomplete»
2. «Incomplete» [Instrumental]
3. «My Beautiful Woman»
4. «My Beautiful Woman» [Instrumental]

## Vídeo musical
Fue dirigido por Joseph Kahn, el vídeo para "Incomplete" muestra a la banda en un desierto árido, y muestra a cada uno de los miembros en un elemento diferente de la naturaleza. Joseph Kahn usó cada elemento para representar a las diferentes personalidades de los cantantes. Decidió que A. J. McLean encarne el rock and roll de la banda y sus sensibilidades, así que filmó a McLean debajo del sol mientras conduce un auto clásico en la carretera. "Los elementos como que van abrazando su show, así que se sienten cómo emociones." Nick Carter es "muy volátil a veces, hermoso de mirar, pero peligroso sí te acercas demasiado", así que representó el fuego. En el vídeo, Carter toca el GTO '68 de McLean. Howie Dorough, el "chico hábil del grupo," de acuerdo con Kahn, se transforma en lluvia. Se sienta debajo de un viejo árbol Joshue mientras una ráfaga de viento se levanta y comienza la lluvia. Kevin Scott Richardson, "el más maduro y reservado", es "más frío", así que se convierte en nieve. Toca un piano blanco en medio de un bosque ardiendo como una ráfaga y se inicia el humo dónde se eleva el viento. Brian Littrell, quién Kahn describe como "una enorme bola de energía, no lo puedes detener," se transforma en olas del océano. Se para en el agua mientras rayos se asoman en él.
El vídeo usa una variedad de niveles de día, y tiempos del día. La banda grabó el vídeo en Lancaster y Zuma Beach, California. De acuerdo con Kahn, la luz del sol no fue un efecto, lo que significa el aspecto que iban dependía del sol, requiriendo un eficiente uso de tiempo. En un amanecer, solo tuvieron 15 minutos de luz, y el equipo se sentaron en el suelo así sus sombras no interferían con la grabación. El video termina con los chicos alejándose por la ruta caminando.

## Créditos y personal
- Composición - Dan Muckala, Lindy Robbins, Jess Cates
- Producción, piano acústico, arreglo de cuerdas y teclados adicionales - Dan Muckala
- Grabación - Dan Muckala, David Dillbeck
- Ingeniería adicional - F. Reid Shippen, Skye McCaskey
- Asistente adicional de ingeniería - Lee Bridges, Aaron Fessel
- Mezcla - Chris Lord-Alge
- Batería - Joe Porter
- Bajo - Brent Milligan
- Guitarra eléctrica - Alex Nifong, Chris McMurtry
- Guitarra acústica - Brandon Heath
- Mezcla - Tom Coyne

Fuente:

## Posicionamiento
| Lista (2005/2006)                            | Posición máxima |
| -------------------------------------------- | --------------- |
| Australia ARIA Singles Chart                 | 1               |
| Austrian Singles Chart                       | 6               |
| Belgium (Flanders) Singles Chart             | 14              |
| Belgium (Walonia) Singles Chart              | 13              |
| Canadian Singles Chart                       | 1               |
| Danish Singles Chart                         | 3               |
| Dutch Singles Chart                          | 4               |
| Finnish Singles Chart                        | 14              |
| French Singles Chart                         | 19              |
| German Singles Chart                         | 3               |
| Irish Singles Chart                          | 5               |
| Italian Singles Chart                        | 1               |
| New Zealand RIANZ Singles Chart              | 12              |
| Norwegian Singles Chart                      | 8               |
| Spanish Singles Chart                        | 2               |
| Salvadoran Singles Chart                     | 1               |
| Swedish Singles Chart                        | 9               |
| Swiss Singles Chart                          | 3               |
| UK Singles Chart                             | 8               |
| U.S. Billboard Hot 100                       | 13              |
| U.S. Billboard Hot Adult Contemporary Tracks | 4               |
| U.S. Billboard Hot Adult Top 40 Tracks       | 21              |
| U.S. Top 40 Mainstream                       | 8               |